# Marco Pellegrino
Marco Pellegrino (Buenos Aires, 18 luglio 2002) è un calciatore argentino, difensore del Boca Juniors.

## Caratteristiche tecniche
Ricopre il ruolo di difensore centrale ed è di piede mancino.

## Carriera

### Club

#### Platense
Pellegrino è cresciuto nel settore giovanile del Platense, squadra in cui ha iniziato a giocare nel 2010, all'età di 8 anni. Nel novembre del 2021, ha firmato il suo primo contratto professionistico con la società, valido fino al 31 dicembre 2024, ed è stato promosso in prima squadra.
Pellegrino ha debuttato in prima squadra il 14 marzo 2023, nella partita di Primera División contro il Vélez Sarsfield; quindi, ha conquistato il ruolo di titolare nei successivi incontri del club di Vicente López. Il 30 luglio seguente, ha realizzato la sua prima rete fra i professionisti, nel pareggio per 1-1 contro il Gimnasia (LP).

#### Milan
Il 22 agosto 2023, Pellegrino si trasferisce a titolo definitivo al Milan, in Serie A, per circa tre milioni di euro, firmando un contratto quinquennale con il club rossonero. Esordisce con i rossoneri il 29 ottobre seguente nel pareggio per 2-2 in casa del Napoli. Tuttavia, il giocatore si vedrà costretto a lasciare il campo all'87' minuto di gioco a causa di un infortunio che lo terrà fuori per tre mesi. Torna dall'infortunio a dicembre, ma nonostante ciò non viene utilizzato per ulteriori gare ufficiali.

#### Prestiti alla Salernitana, all'Independiente, all'Huracán e cessione al Boca Juniors
Il 1º febbraio 2024 viene ceduto con la formula del prestito secco alla Salernitana con cui esordisce il 4 febbraio nella partita contro il Torino, subentrando al 61' minuto a Jérôme Boateng. Al termine della stagione, terminata con la retrocessione in cadetteria, il club campano decide di non riscattarlo e di restituirlo al Milan a partire dal 30 giugno. In 4 mesi di permanenza ha giocato in tutto 10 partite.
Il 10 agosto 2024 viene ceduto in prestito all'Independiente. Esordisce con il club biancorosso il 25 agosto successivo, nel match esterno pareggiato a reti bianche contro il Racing Club. Tuttavia, con il club argentino trova poco spazio, e il 31 dicembre seguente il prestito viene interrotto dopo appena 7 presenze in campionato.
Il 18 gennaio 2025 viene ceduto in prestito all'Huracán. Debutta con il club il successivo 25 gennaio, nel match di Copa de la Liga pareggiato in casa del Belgrano.
Il 10 giugno 2025 AC Milan comunica di aver ceduto, a titolo definitivo, le prestazioni sportive del calciatore Marco Pellegrino al Club Atlético Boca Juniors.

## Statistiche

### Presenze e reti nei club
Statistiche aggiornate al 19 maggio 2025.
| Stagione        | Squadra         | Campionato      | Campionato | Campionato | Coppe nazionali | Coppe nazionali | Coppe nazionali | Coppe continentali | Coppe continentali | Coppe continentali | Altre coppe | Altre coppe | Altre coppe | Totale | Totale | Totale |
| Stagione        | Squadra         | Comp            | Pres       | Reti       | Comp            | Pres            | Reti            | Comp               | Pres               | Reti               | Comp        | Pres        | Reti        | Pres   | Reti   |        |
| --------------- | --------------- | --------------- | ---------- | ---------- | --------------- | --------------- | --------------- | ------------------ | ------------------ | ------------------ | ----------- | ----------- | ----------- | ------ | ------ | ------ |
| gen.-ago. 2023  | Platense        | PD              | 17         | 1          | CA+CdL          | 0               | 0               | -                  | -                  | -                  | -           | -           | -           | 17     | 1      |        |
| 2023-gen. 2024  | Milan           | A               | 1          | 0          | CI              | 0               | 0               | UCL                | -                  | -                  | -           | -           | -           | 1      | 0      |        |
| gen.-giu. 2024  | Salernitana     | A               | 10         | 0          | CI              | 0               | 0               | -                  | -                  | -                  | -           | -           | -           | 10     | 0      |        |
| ago.-dic. 2024  | Independiente   | PD              | 7          | 0          | CA+CdL          | 0               | 0               | -                  | -                  | -                  | -           | -           | -           | 7      | 0      |        |
| 2025            | Huracán         | PD              | 17         | 1          | CA              | 1               | 0               | CS                 | 5                  | 0                  | -           | -           | -           | 23     | 1      |        |
| Totale carriera | Totale carriera | Totale carriera | 52         | 2          |                 | 1               | 0               |                    | 5                  | 0                  |             | -           | -           | 58     | 2      |        |